# BP-897
BP-897 es un fármaco utilizado en la investigación científica que actúa como agonista parcial del receptor D3 de dopamina. Se ha utilizado principalmente en el estudio de tratamientos para la adicción a la cocaína.